# Vlag van Ilpendam

Vlag van de gemeente Ilpendam
(1976-1991)

De vlag van Ilpendam is op 2 juni 1976 per raadsbesluit vastgesteld als de gemeentelijke vlag van de Noord-Hollandse gemeente Ilpendam. De vlag kan als volgt worden beschreven:
Twee banen van rood en zwart van gelijke hoogte, met een gele broekdriehoek met de top reikend tot de vluchtzijde, waarop een klimmende leeuw gecarteleerd van rood en zwart.
De kleuren en de leeuw zijn afgeleid van het gemeentewapen; de gecarteleerde leeuw staat voor de vier leeuwen. De driehoeksvorm verwijst naar het vaandel van Frans Banninck Cocq, vroegere heer van Purmerend en Ilpendam, te zien op het schilderij De Nachtwacht.
Het gemeentelijk dundoek bleef tot 1991 in gebruik, op die dag is de gemeente opgegaan in de gemeente Waterland waardoor het gebruik hiervan als gemeentevlag is komen te vervallen.

## Verwante afbeelding

Wapen van Ilpendam

Akersloot
· Andijk
· Anna Paulowna 
· Assendelft 
· Beemster 
· Bennebroek 
· Blokker 
· Broek in Waterland 
· Bussum 
· Callantsoog 
· Edam 
· Egmond 
· Egmond aan Zee 
· Egmond-Binnen 
· Graft-De Rijp 
· 's-Graveland 
· Haarlemmerliede en Spaarnwoude 
· Harenkarspel 
· Heerhugowaard 
· Hensbroek 
· Hoogwoud 
· Ilpendam 
· Jisp 
· Krommenie 
· Langedijk 
· Limmen 
· Marken 
· Midwoud 
· Monnickendam 
· Muiden 
· Naarden 
· Nederhorst den Berg 
· Nibbixwoud 
· Niedorp 
· Noorder-Koggenland 
· Obdam 
· Opperdoes 
· Schermer 
· Schermerhorn 
· Schoorl 
· Sint Maarten 
· Terschelling 
· Terschelling en Vlieland 
· Twisk 
· Venhuizen 
· Vlieland 
· Warmenhuizen
· Weesp
· Wervershoof 
· Wester-Koggenland 
· Westwoud 
· Westzaan 
· Wieringen 
· Wieringermeer 
· Wijdewormer 
· Wognum 
· Wormer 
· Wormerveer 
· Zaandam 
· Zaandijk 
· Zeevang 
· Zijpe